# Cheilosia pedemontana
Cheilosia pedemontana är en tvåvingeart som beskrevs av Camillo Rondani 1857. Cheilosia pedemontana ingår i släktet örtblomflugor, och familjen blomflugor.
Artens utbredningsområde är Italien. Inga underarter finns listade i Catalogue of Life.